# Virginia Slims of Nashville 1989
Virginia Slims of Nashville 1989 — жіночий тенісний турнір, що проходив на закритих кортах з твердим покриттям Maryland Farms Racquet Club у Брентвуді (США). Належав до турнірів 2=ї категорії в рамках Туру WTA 1989. Турнір відбувся вп'яте і тривав з 6 до 12 листопада 1989 року. Шоста сіяна Лейла Месхі здобула титул в поодинокому розряді.

## Фінальна частина

### Одиночний розряд
Лейла Месхі —  Гелен Келесі 6–2, 6–3
- Для Месхі це був 1-й титул в одиночному розряді за кар'єру.

### Парний розряд
Манон Боллеграф /  Мередіт Макґрат —  Наталія Медведєва /  Лейла Месхі 1–6, 7–6(7–5), 7–6(7–4)